# Ustanciosporium virginianum
Ustanciosporium virginianum är en svampart som beskrevs av Vánky 2006. Ustanciosporium virginianum ingår i släktet Ustanciosporium och familjen Anthracoideaceae.   Inga underarter finns listade i Catalogue of Life.